# Панкин, Михаил Исаевич
Михаил Исаевич (Алексеевич) Панкин (1913, Котово, Саратовская губерния — дата и место смерти не известны) — передовик сельскохозяйственного производства, бригадир тракторной бригады Уштобинской МТС Талды-Курганской области. Герой Социалистического Труда (1948).

## Биография
Родился в 1913 году в городе Котово Камышинского уезда Саратовской губернии (ныне Котовского района Волгоградской области). В 1931 году по комсомольской путёвке переехал в Уштобинский район Талды-Курганской область Казахской ССР (сегодня — Каратальский район Алматинской области Казахстана). В 1932 году окончил курсы трактористов, после чего работал на Уштобинской МТС. В 1942 году был призван на фронт. Участвовал в обороне Сталинграда. В 1944 году вступил в ВКП(б). После демобилизации в 1946 году возвратился на Уштобинскую МТС.
В 1946 назначен бригадиром трактористов. В этом же году бригада Михаила Панкина работала на полях колхоза «Дальний Восток» и выполнила план на 157 %, за что он был награждён орденом «Знак Почёта». В 1947 году бригада собрала с участка площадью 150 гектаров в среднем по 20,8 центнеров пшеницы и по 361 центнеров сахарной свеклы с участка площадью 150 гектаров. Указом Президиума Верховного Совета СССР от 28 марта 1948 года удостоен звания Героя Социалистического Труда с вручением ордена Ленина и золотой медали «Серп и Молот».

## Награды
- Орден Ленина
- два ордена «Знак Почёта»
- Медаль «За боевые заслуги»
- Медаль «За отвагу»[2]
- Медаль «За оборону Сталинграда»